# Kryptozoik
Kryptozoik – jednostka chronostratygraficzna i geochronologiczna obejmująca najstarszy okres historii Ziemi po jej konsolidacji: od około 4 mld lat do początku kambru (541 mln lat). Charakteryzowała się – w odróżnieniu od fanerozoiku – ubóstwem skamieniałości, stąd jej nazwa (z starogreckiego: "kryptós" ‘ukryty’ i "zōḗ" - ‘życie’). Wydzielana była najpierw w randze ery, a od lat 70. XX w. w randze eonu. We współczesnych klasyfikacjach stratygraficznych nie występuje, a interwał czasowy kryptozoiku został podzielony na eony: archaiczny oraz proterozoiczny. Kryptozoik traktowany był jako synonim prekambru.  